# Prix d'Humay
Le prix d'Humay est un prix national de la république d'Azerbaïdjan.

## Histoire
Le prix a été créé en 1993. Le prix d'Humay est principalement décerné pour les nominations dans les domaines du théâtre, de la littérature, de la musique, du cinéma, du journalisme, de la télévision, de la danse, des sciences et des sports.